# Barker Peak
Der Barker Peak ist ein 2200 m hoher Berggipfel auf der antarktischen Ross-Insel. Er ragt 5,8 km westnordwestlich des Mount Terror auf und ist der westlichere von zwei Gipfeln nahe dem südlichen Ende des Gebirgskamms Giggenbach Ridge.
Das New Zealand Geographic Board benannte ihn im Jahr 2000 nach Major James Richard Millton Barker (* 1926), kommandierender Offizier auf der Scott Base von 1970 bis 1971 und Manager des New Zealand Antarctic Program von 1970 bis 1986.